# كيفن جويس (كرة سلة)
كيفن جويس (بالإنجليزية: Kevin Joyce)‏ مواليد 27 يونيو 1951 في نيويورك، هو لاعب كرة سلة أمريكي سابق وحمل الرقم 43. يبلغ طوله 6 قدم 3 بوصة (1.9 م). شارك في مسابقة كرة السلة في الألعاب الأولمبية الصيفية.

## فرق لعب لها
- إنديانا بايسرز

## الميداليات
| الميدالية | المسابقة                       |
| --------- | ------------------------------ |
| فضية      | الألعاب الأولمبية الصيفية 1972 |

## روابط خارجية
- كيفن جويس على موقع الاتحاد الدولي لكرة السلة (الإنجليزية)
- كيفن جويس على موقع إن بي أي (الإنجليزية)
- كيفن جويس على موقع سبورتس رفرنس (الإنجليزية)
- كيفن جويس على موقع كلية كرة السلة في سبورتس رفرنس.كوم (الإنجليزية)
- كيفن جويس على موقع ريلجم (الإنجليزية)
- كيفن جويس على موقع بروبوليرز (الإنجليزية)
- كيفن جويس على موقع أوليمبيديا (الإنجليزية)